# Hjemveje – live
Hjemveje – live er et livealbum fra den danske rocksanger Michael Falch. Det blev udgivet den 17. april 2002, og er optaget under en række forskellige livekoncerter i hele Danmark. Musikmagasinet GAFFA gav albummet tre ud af seks stjerner.

## Spor
1. "Den Blå Time"
2. "I De Stores Spor"
3. "De Første Fugle Uden Dig"
4. "Kære Vorherre (En Fodboldbøn)"
5. "Hvornår Er Vi Der"
6. "Min Sjerne"
7. "Mød Mig I Mørket"
8. "Neonsolen"
9. "Baby Blue Eyes"
10. "Dage"
11. "Lykkelig Undervejs"
12. "Superlove"
13. "I Dit Eget Tøj"

CD 2
1. "Pist Væk"
2. "Vildeste Fugle"
3. "Ginness-Rkorden"
4. "Singler (Nederlaget I '64)"
5. "Singler II"
6. "Født På Ny"
7. "Himmel Så Blå"
8. "Ud Af Mørket"
9. "I Et Land Uden Høje Bjerge"
10. "Gospel-Koncerten"
11. "Den Eneste I Verden"
12. "November"
13. "Superlove-Monologen"
14. "Nye Tider"